# Lecidea praetermissa
Lecidea praetermissa är en lavart som beskrevs av Tor Tønsberg. Lecidea praetermissa ingår i släktet Lecidea, och familjen Lecideaceae. Arten är reproducerande i Sverige.